# 모란정

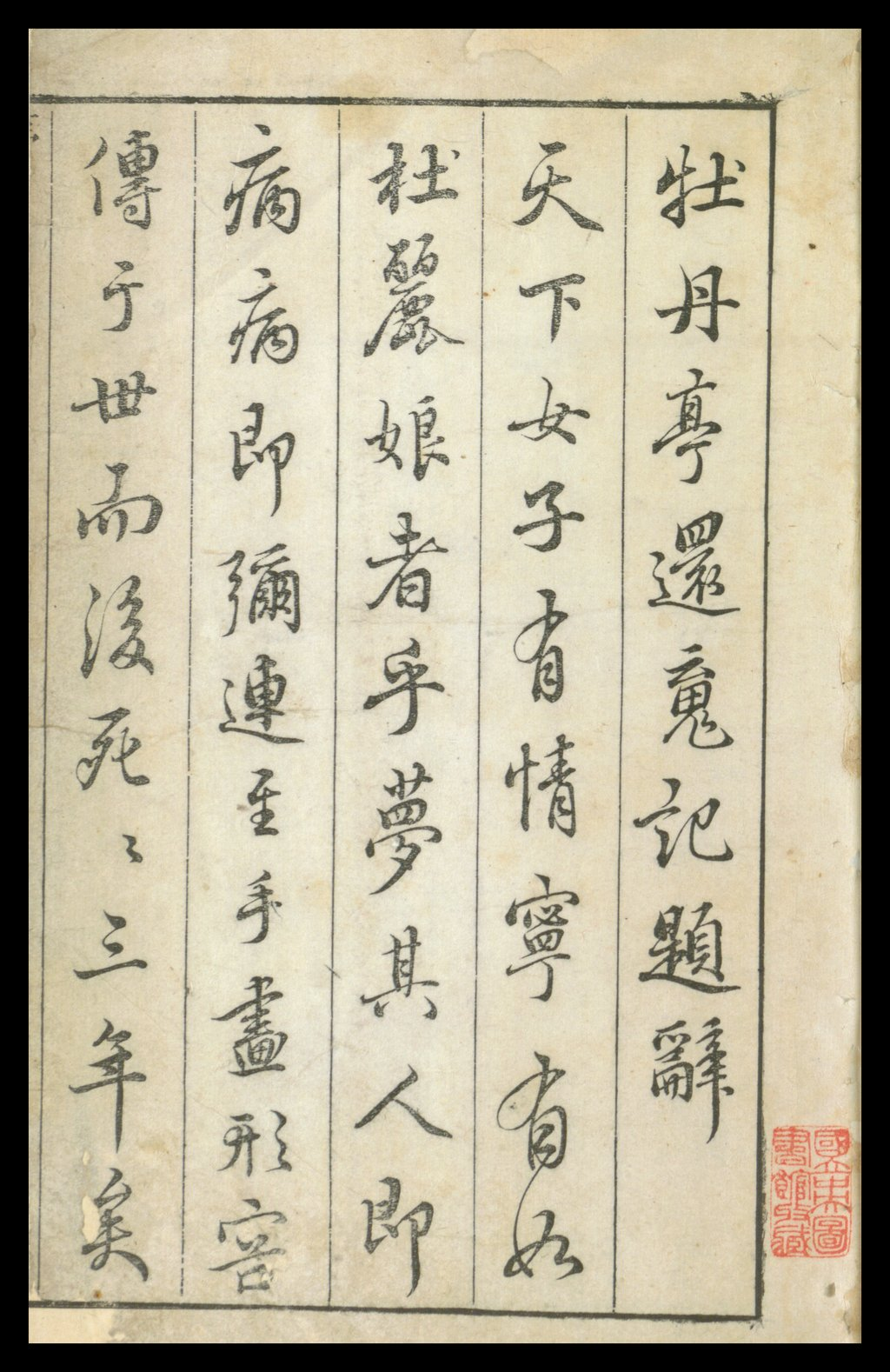

모란정(牡丹亭, 1598)은 탕현조의 희곡이다. 환혼기(還魂記), 모란정환혼기(牡丹亭還魂記)라고도 한다.

## 줄거리
명나라 남안태수(南安太守)의 딸 두여랑(杜麗娘)은 늦은 봄 어느날, 심창(深窓) 근처의 꽃밭에서 백화 난만하고 농후 감미한 춘경에 접하자, 회춘(懷春)의 정에 못이겨 아직 짝없는 신세를 장탄식하면서 저도 모르게 조는 가운데, 버들가지를 가진 한 서생과 만나 깊은 정을 나누는 순간 꿈에서 깨어난다. 다음날 다시 꽃밭으로 꿈을 본 장소를 찾아간 여랑은 모란정 기슭 한구석에 꿈에서 본 서생의 모습을 닮은 큰 매화나무를 발견하고 통곡한다. 그녀는 이후 몽유병자가 되어 끝내 고민하다 죽었고, 유언에 따라 매화나무 밑에 묻혔다. 한편, 광둥(廣東)의 서생 유몽매(柳夢梅)는 서울인 임안(臨安)으로 과거 보러 가는 길에 병을 얻어 남안에 머무르는 중에, 꿈에 나타난 여랑의 부탁을 받아 묘를 파보니 산 사람과 같은 여랑이 나타나서, 두 사람은 부부가 되어 서울로 향한다. 이후 여랑 부모의 방해로 고민하나, 서생의 과거 합격으로써 모든 것이 해결된다.

## 영향
봉건 예교(禮敎)를 뛰어넘어서 죽음으로써 살려고 한 여랑의 연애는 같은 봉건적 질곡(桎梏)에 시달리고 있던 당시의 여성층에게 개성 해방의 문제를 환기시켜서 심각한 충격을 주었다 한다. 한마디로 말해서 이 곡의 조탁(彫琢)을 극한 감미로운 표현기교와 몽환적(夢幻的)·낭만적 세계는 명대 희곡사의 새로운 면을 개척한 것으로서, 이후의 명·청 극계에 커다란 영향을 끼쳤다.

## 참고 및 한국어 번역
- 이정재·이창숙 옮김, 《모란정》, 소명출판, 2014년 4월 15일

## 같이 보기
- 도화선 (희곡)
- 곤곡